# Iota2 Fornacis
Iota2 Fornacis (ι2 For) es una estrella en la constelación de Fornax, el horno, de magnitud aparente +5,85.
Comparte la denominación «Iota» con Iota1 Fornacis pero no existe relación física entre ambas estrellas.
Mientras que Iota2 Fornacis está a 111 años luz del sistema solar, Iota1 Fornacis está unas seis veces más alejada.
Iota2 Fornacis es una estrella blanco-amarilla de la secuencia principal de tipo espectral F5V, por lo que al igual que el Sol, fusiona hidrógeno en su núcleo.
Muy parecida a ψ Capricorni, δ Equulei o ε2 Arae A, su temperatura efectiva es de 6294 ± 74 K.
Es un 32% más masiva que el Sol y su edad estimada es de 2700 - 3700 millones de años.
En cuanto a su tamaño, según un estudio tiene un diámetro un 85% más grande que el diámetro solar, pero otro le asigna un diámetro un 40% mayor que el del Sol.
Iota2 Fornacis tiene un contendido metálico notablemente inferior al solar ([M/H] = -0,41).
Su abundancia relativa de hierro es, sin embargo, menos distinta de la del Sol ([Fe/H] = -0,18) y es, como tantas otras estrellas de nuestro entorno, una estrella del disco fino.